# Nětčice (Kyjov)
Nětčice (do roku 1924 Něčice) je místní část Kyjova v okrese Hodonín. Do roku 1946 byla samostatná obec. Protéká jí potok Malšinka.

## Název
Jméno vesnice bylo odvozeno od osobního jména Nětek nebo Nětka, což byly domácké podoby jména Nět(o)mír (v jehož základu je nietiti - "rozněcovat"). Význam místního jména byl "Nětkovi lidé".

## Historie
První písemná zmínka z roku 1131, kdy zde jeden lán patřil spytihněvskému kostelu. V roce 1347 se zde nachází dvůr a mlýn, který patří kostelu v Břeclavi. 1431 byly Nětčice i s Kyjovem vypleněny rakouským markrabětem Albrechtem II. Habsburským, 1468–1470 byly zničeny Uhry a obec zůstala pustá. 1550 byla obec prodána majitelům milotického panství, kteří ji znovu osídlili. Ve 20. letech 16. století zde byla krčma a vařilo se zde pivo. 1594–1618 zde turečtí zajatci vykopali příkop (náhon) na nětčický mlýn. 1605 Nětčice vypáleny Štěpánem Bočkajem. V roce 1783 zde koupil polnosti Jiřík Frolecz. 1885 byl zřízen hřbitov. 1921 elektrifikace obce, 1928 vodovod, od 15. července 1946 spojeny s Kyjovem. V době bytové krize zde byly postaveny sídliště Za Stadionem a sídliště Zahradní. Na sídlišti Zahradní se nachází největší obytná budova v Kyjově.

## Vývoj počtu obyvatel
| Rok      | 1656 | 1752 | 1820 | 1880 | 1890 | 1900 | 1910 | 1921 | 1930 | 2001  |
| Obyvatel | 88   | 200  | 290  | 401  | 402  | 441  | 554  | 653  | 646  | 3 257 |

## Obecní symboly
V roce 1666 měly Nětčice na své pečeti kosíř, strom a hrozen, v roce 1920 srp a pět klasů.

## Památky
- Kaple, v níž je zavěšen zvon, ulitý roku 1592 olomouckým zvonařem Georgem Hechpergerem
- Kříž z roku 1772 na ulici Pod Lipami, nejstarší kříž ve městě
- Kříž z roku 1859 (zhotovit dal František Chytil) před bývalým chudobincem
- Bývalý Obecní dům se sochou sv. Václava

## Osobnosti
- Václav Paterna (1839–1902), stavitel a politik, zemský poslanec
- Miroslav Tichý (1926–2011), fotograf a malíř

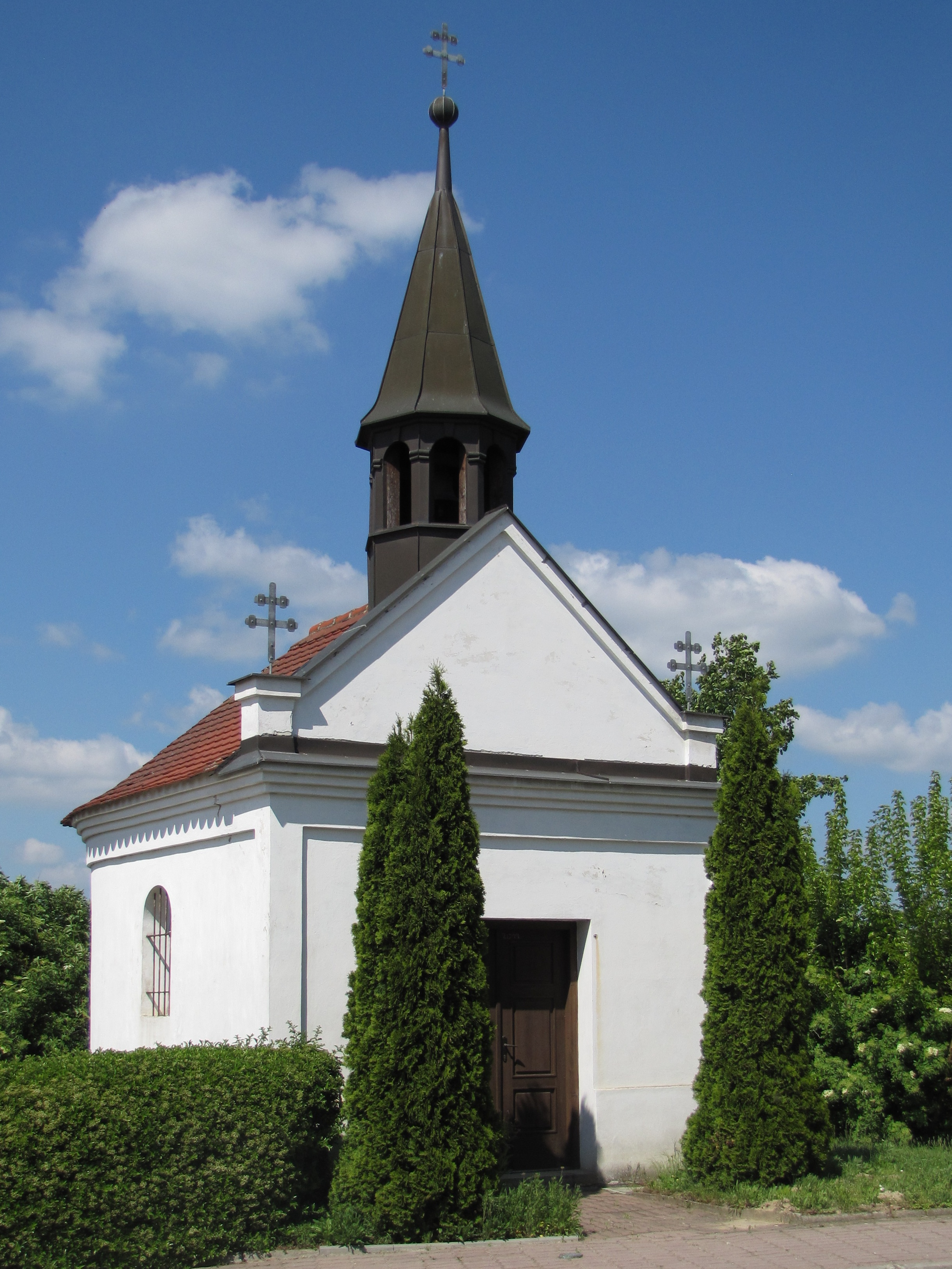
Kaple
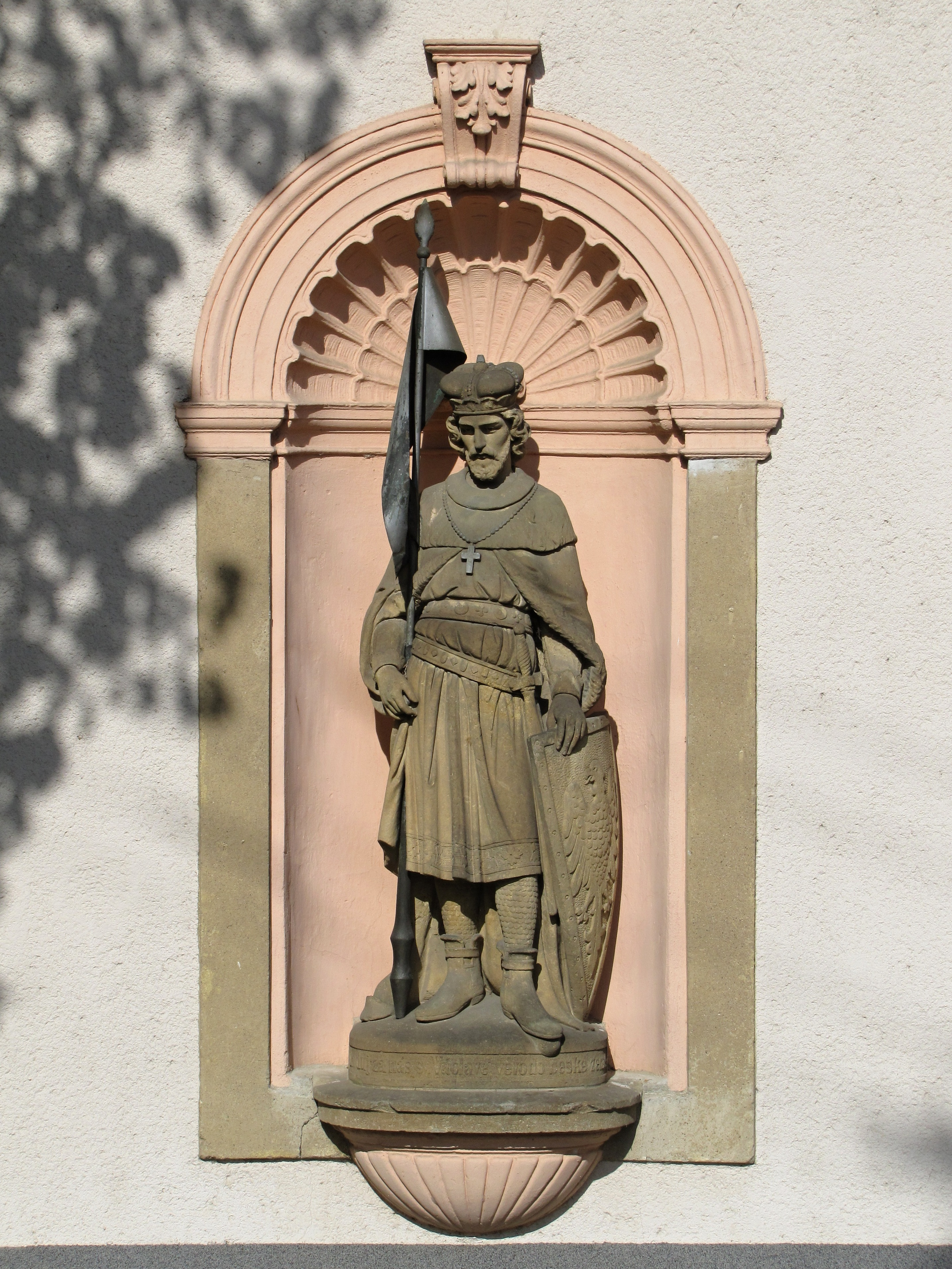
Socha sv. Václava
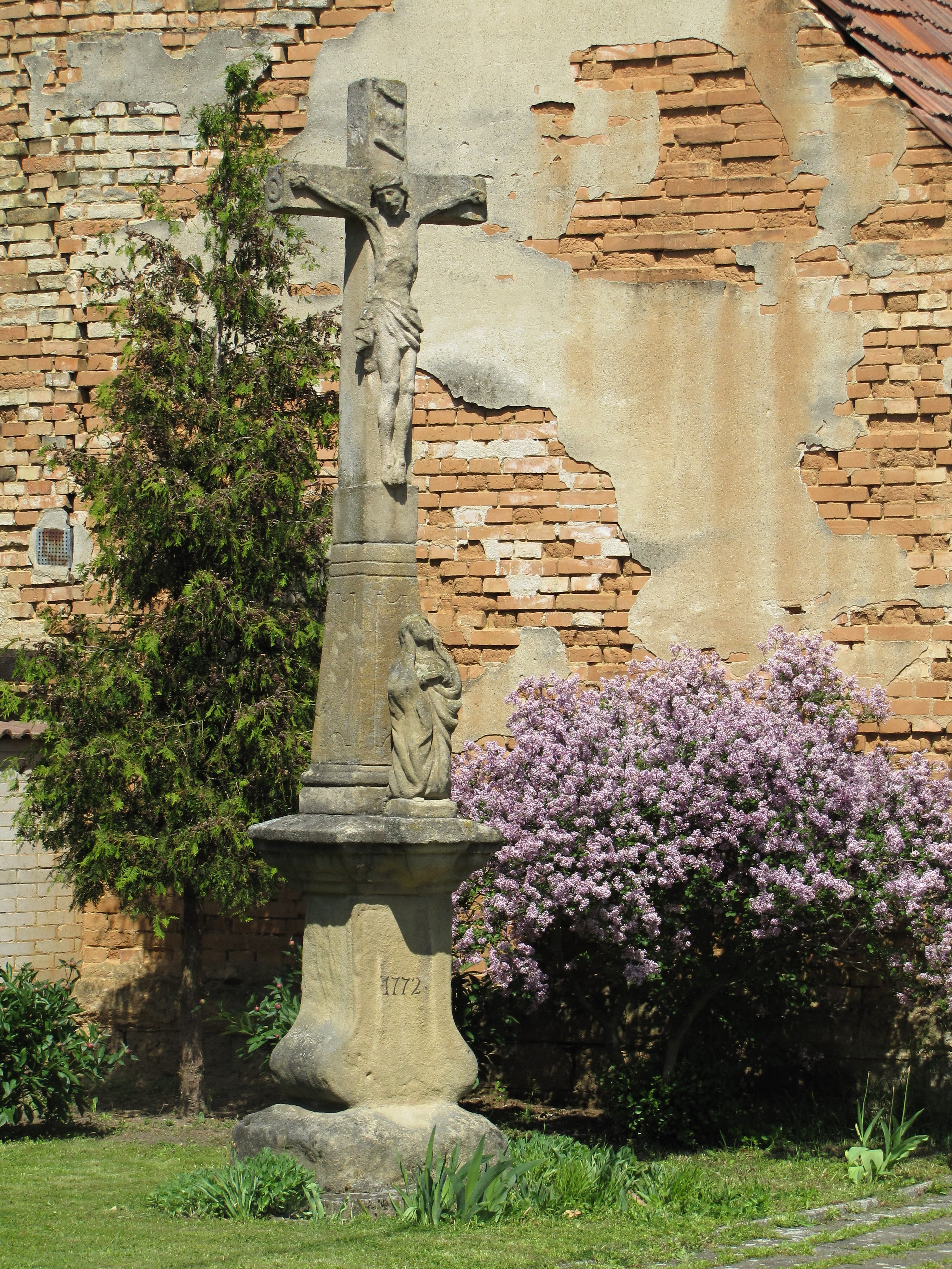
Kříž z roku 1772
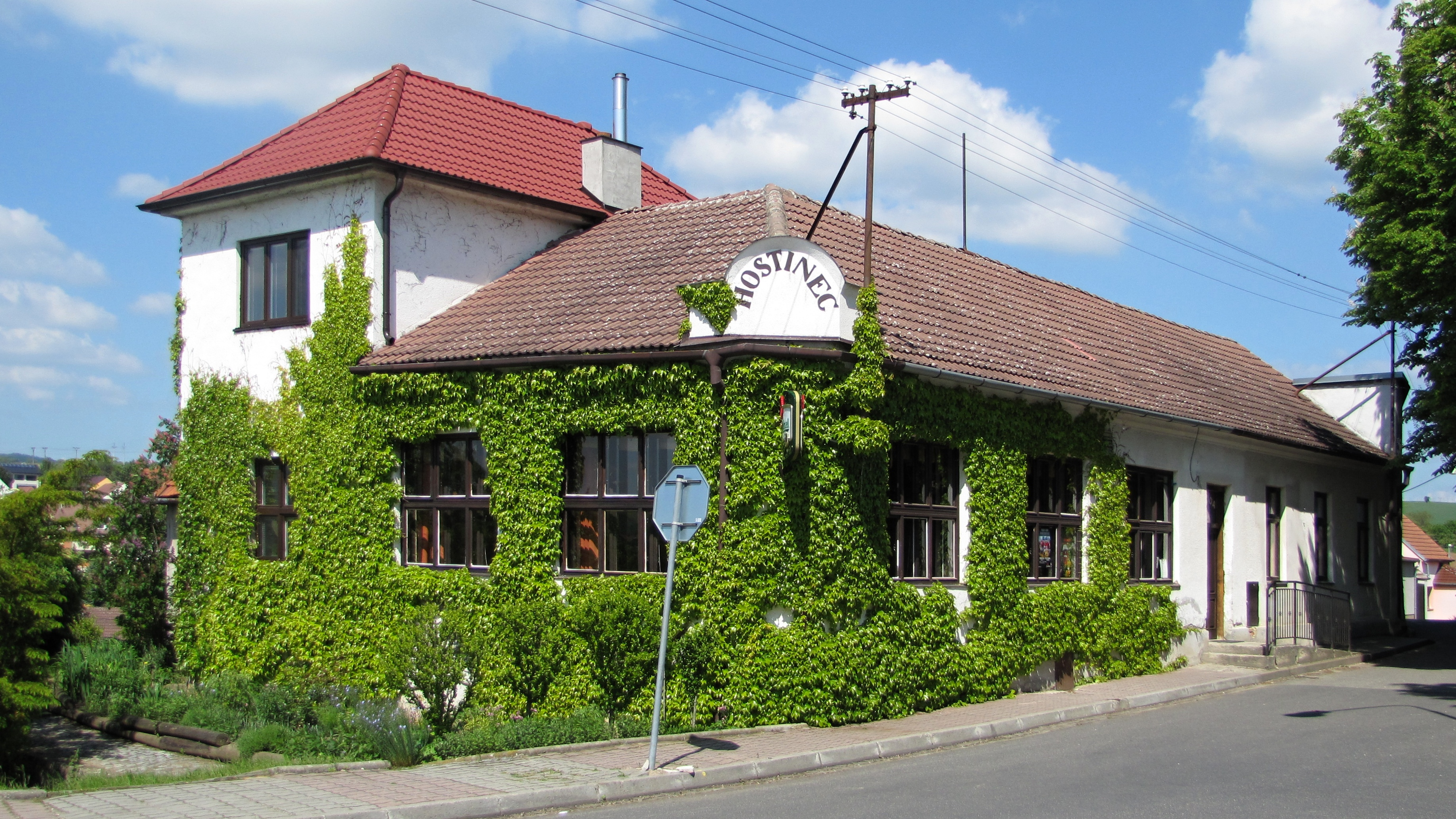
Jančova hospoda